# رافر الستون
رافر الستون (بالإنجليزية: Rafer Alston)‏ مواليد 24 يوليو 1976 في نيويورك، هو لاعب كرة سلة أمريكي سابق بدأ مسيرته الاحترافية في سنة 1998. يبلغ طوله 6 قدم 2 بوصة (1.9 م). اعتزل اللعب في 2012.

## فرق لعب لها
- ميلووكي باكز
- تورونتو رابتورز
- ميامي هيت
- هيوستن روكتس
- أورلاندو ماجيك
- بروكلين نتس

## روابط خارجية
- رافر الستون على موقع إن بي أي (الإنجليزية)
- رافر الستون على موقع سبورتس رفرنس (الإنجليزية)
- رافر الستون على موقع كرة السلة الأوروبية.كوم (الإنجليزية)
- رافر الستون على موقع إي إس بي إن.كوم (الإنجليزية)
- رافر الستون على موقع كلية كرة السلة في سبورتس رفرنس.كوم (الإنجليزية)
- رافر الستون على موقع ريلجم (الإنجليزية)
- رافر الستون على موقع بروبوليرز (الإنجليزية)
- رافر الستون على موقع سبورتس رفرنس (الإنجليزية)